# Карл III Філіпп (курфюрст Пфальцу)
Карл III Філіпп (нім. Karl III. Philipp von der Pfalz; 4 листопада 1661 — 31 грудня 1742) — 20-й Курфюрст Пфальцу, герцог Юліх-Берзький, пфальцграф і герцог Пфальц-Нойбург в 1716–1742 роках.

## Життєпис

### Молоді роки
Походив з династії Рейнських Віттельсбахів, Цвайбрюкенської гілки. Четвертий син Філіппа Вільгельма, герцога Пфальц-Нойбургу, і Єлизавети Амалії Гессен-Дармштадтської. Народився 1661 року в Нойбург-ан-дер-Донау. Освіту здобув в єзуїтських колегіумах.
Був призначений для церковної кар'єри. У віці 14 років став каноніком Кельна. У 1677 році отримав посаду каноніка Зальцбургу, а 1679 року — Майнцу. Того ж року стає лицарем Мальтійського ордену. Водночас здобув військову освіту.

### На службі Габсбургів
1684 року відмовився від церковної кар'єри, поступивши до імператорського війська. 1688 року оженився на удові Лювіга Бранденбурзького, отримавши як посаг Слуцьке князівство.
У 1691—1694 роках брав участь у Великій турецькій війні, за що отримав від імператора звання фельдмаршала. 1694 року стає кавалером Ордену Золотого руна.
1701 року в Кракові пошлюбив представницю польського магнатського роду Любомирських. У 1712 році був призначений губернатором Передньої Австрії з резиденцією в Інсбруку.

### Курфюрст
У 1716 році після смерті брата-курфюрста Йоганна Вільгельма успадкував трон Пфальцу. Спочатку мешкав в Дюссельдорфі. 1718 року пересилився до Гайдельсбергу. Розпочав тиск на кальвіністів, намагаючись проводити Контрреформацію. 1720 року переніс столицю до Мангайму задля зміцнення католицького впливу. Того ж року стає фундатором єзуїтського колегіуму в Мангаймі.
1724 року уклав з Максиміліаном II, курфюрстом Баварії, Клеменсом Августом, архієпископом Кельнським, Францем Людвігом, арїієпископом Трірським, Йозефом Карлом, пфальцграфом Зульцбаху, Йоганном Теодором, князем-єпископом Регенсбургу, Союз дому Віттельсбахів, спрямований на координацію дії в Європі. 1733 року фундував церков єзуїтів в Мангаймі.
На виборах імператора в січні 1742 року Карл III Філіпп підтримав кандидатуру Карла Альберхта Віттельсбаха, курфюрста Баварії. Для того, щоб об'єднати віддалені лінії династії Віттельсбахів 1742 року організув шлюб своєї онуки Єлизавети Августи з Карлом Теодором, пфальцграфом Зульцбаським, а її сестри Марії Анни — з баварським принцом Клеменсом Францем.
Помер в грудні 1742 року. Йому спадкував Карл Теодор, пфльцграф Зульцбаху.

## Покровитель мистецтва
Курфюрст зібрав у Мангаймі найкращих музик, яких сучасники нагородили званням «кращого оркестру Європи». Під керівництвом таких музикантів як Ян Вацлав Стаміц і Карло Груа, в оркестрі грали уславлені музики і композитори як Леопольд і Вольфганг Амадей Моцарти.
При дворі Карла III Філіппа працював художник П'єр Гудро.

## Родина
1. Дружина — Людовика Кароліна, донька Богуслава Радзивілла, хорунжого великого литовського
Діти:
- Леопольдіна Елеонора Жозефіна (1689 — 1693).
- Марія Анна (1690–1692).
- Єлизавета (1693 — 1728), дружина пфальцграфа Йозефа Карла Зульцбаського.
- син (1695).

2. Дружина — Тереза, донька Юзефа Кароля Любомирського, маршалка великого коронного
Діти:
- Теофіла Єлизавета Франциска (1703—1705).
- Анна Єлизавета (1709—1712).

3. Дружина — Віоланта Терезія, донька графа Філіппа Вільгельма фон Турн-і-Таксіс
Діти: не було